# Nilea ambigua
Nilea ambigua là một loài ruồi trong họ Tachinidae.